# Kresna Gully
Kresna Gully är en dal i Antarktis. Den ligger i Sydshetlandsöarna. Argentina, Chile och Storbritannien gör anspråk på området.